# Finn Crockett
Finn Crockett (* 30. Juni 1999 in Strathpeffer) ist ein aus Schottland stammender irischer Radrennfahrer, der im Straßenradsport aktiv ist.

## Sportlicher Werdegang
2022 und 2023 fuhr Crockett für verschiedene britische UCI Continental Teams. Nachdem er zuvor international wenig in Erscheinung getreten war, erzielte er bei der Rutland-Melton International CiCLE Classic 2022 seinen ersten Sieg bei einem internationalen Rennen. Bei den Commonwealth Games 2022 startete er für Schottland und errang im Straßenrennen die Bronzemedaille. 2023 gewann er zudem die Gesamtwertung von Rás Mumhan, ein Rennen des nationalen Kalenders in Irland.
Zur Saison 2024 wechselte Crockett zum niederländischen VolkerWessels Cycling Team. Parallel dazu nahm er die irische Staatsbürgerschaft an, um zukünftig für Irland an den Start zu gehen und sich auf diesem Weg für internationale Meisterschaften zu qualifizieren. Mit einem Etappensieg bei der Tour de la Mirabelle war er erstmals für sein neues Team erfolgreich. 2025 fügte er mit Kreiz Breizh Elites den ersten Sieg bei einer internationalen Rundfahrt seinem Palmarès hinzu.

## Erfolge
2022
- Rutland-Melton International CiCLE Classic
- Commonwealth Games – Straßenrennen

2024
- eine Etappe Tour de la Mirabelle

2025
- Gesamtwertung Kreiz Breizh Elites